# Takeshi Mitarai
Takeshi Mitarai (en japonés: 御 手洗 毅; Mitarai Takeshi, 11 de marzo de 1901 - 12 de octubre de 1984) fue un médico y empresario japonés, conocido por haber sido uno de los fundadores de Canon Inc..

## Biografía
Era obstetra de profesión. Había sido auditor de la industria óptica de precisión antes de asumir la presidencia. Incluso antes, Mitarai había establecido el Hospital de Obstetricia y Ginecología de Mitarai en Mejiro, Tokio. 
Fundó Canon en 1937 junto con Goro Yoshida, Saburo Uchida y Takeo Maeda. En 1942, Takeshi Mitarai, se convirtió en presidente de la compañía. 